# Ryszard Kalisz
Ryszard Roman Kalisz (Warsaw; 26 de Fevereiro de 1957 — ) é um político da Polónia. He was the Minister of Internal Affairs and Administration in Marek Belka cabinet. Kalisz was elected to Sejm on 25 de Setembro de 2005 com 36013 votos em 19 no distrito de Warsaw, candidato pelas listas do partido Democratic Left Alliance.
Ele também foi membro da Sejm 2001-2005.